# Balaenoptera musculus intermedia
La balenottera azzurra antartica (Balaenoptera musculus intermedia Burmeister, 1871) è una sottospecie di balenottera azzurra (Balaenoptera musculus) diffusa nell'Oceano Antartico, nell'Oceano Pacifico meridionale, nell'Oceano Indiano meridionale e nell'Oceano Atlantico meridionale.

## Descrizione
Questa è la più grande sottospecie di balenottera azzurra, nonché l'animale di maggiori dimensioni attualmente vivente sulla Terra. Gli esemplari più grandi di cui si ha conoscenza erano due femmine (le femmine sono mediamente più grandi dei maschi) catturate dai balenieri durante il XX secolo, misuravano rispettivamente 33,6 e 33,3 metri di lunghezza e avevano un peso stimato di almeno 150 tonnellate. La balenottera azzurra antartica, se confrontata alla balenottera azzurra pigmea, possiede una testa più piccola rispetto alla lunghezza del corpo.

## Biologia
Nonostante sia il più grande animale sulla Terra non si conoscono ancora bene le sue abitudini, specialmente quelle riguardanti la riproduzione.

### Alimentazione
La balenottera azzurra antartica si ciba quasi esclusivamente di krill, specialmente di krill antartico.

### Riproduzione
Si conosce poco sulla riproduzione di questi animali, ma è probabile che la maggior parte delle nascite avvenga durante l'inverno.

## Distribuzione e habitat
Questa sottospecie è riscontrabile nell'Oceano Antartico, nell'Oceano Pacifico meridionale, nell'Oceano Indiano meridionale e nell'Oceano Atlantico meridionale. Durante l'estate la si trova principalmente presso i limiti meridionali del suo areale, quasi sempre vicino alla calotta glaciale antartica, mentre il suo areale durante l'inverno è poco conosciuto, si sa che alcuni individui svernano nell'Africa meridionale anche se esistono registri di individui che passano l'inverno in altre parti dell'emisfero sud, ma dato che il suo probabile areale invernale coincide con la distribuzione della balenottera azzurra pigmea, è probabile che molti di questi avvistamenti siano frutto della confusione tra le sottospecie. È inoltre noto che una popolazione di questi animali passi tutto l'anno in prossimità dell'Antartide.

## Conservazione
La balenottera azzurra antartica era in passato la sottospecie di balenottera azzurra più comune e numerosa, ma la caccia baleniera nel XX secolo fece calare il numero di individui da circa 239.000 a soli 360, oggi si stima che la popolazione sia in aumento e il numero stimato di individui è di circa 2.000. Oggi inoltre si crede che ci siano almeno tre popolazioni geneticamente separate di questa sottospecie.